# Famille Siscar
 (juillet 2024).
La famille Siscar ou Ciscar (en italien, famiglia Siscar(a) ou Casa Siscar(a)) est une famille de la noblesse italienne d'origine espagnole et implantée depuis le XVe siècle en Italie méridionale, notamment en Calabre où la forteresse d'Ajello dans la région de Cosenza fut le fief principal. Elle fut au service de la couronne d'Aragon.

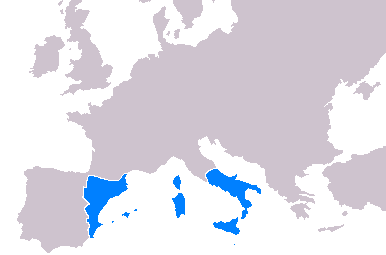
Possessions de la Couronne d'Aragon à son apogée, sous le règne du roi Ferdinand II d'Aragon (1474-1516).

## Histoire
Appartenant à la noblesse du royaume de Valence en Espagne, la famille Siscar arrive dans le sud de l'Italie avec le roi d'Aragon Alphonse le Magnanime (1394-1458), devenu roi de Sicile en 1416 et roi de Naples en 1442.
Les membres les plus importants de la famille furent François Siscar (mort en 1480) et son fils Paul (mort en 1504), comtes d'Ajello qui, à partir du château de Cosenza, occupèrent dans la seconde moitié du XVe s. la fonction de vice-roi (viceregiatus) de la Calabre citérieure sous les règnes des rois d'Aragon Alphonse V, Jean II et Ferdinand II. François Siscar s'était également illustré en Calabre contre les troupes « angevines » (françaises) du roi René à qui il avait enlevait le château de Cosenza en 1441. François deviendra par la suite chambrier et conseiller du roi Ferdinand Ier de Naples.
En 1574, le fief familial d'Ajello (aujourd'hui Aiello Calabro), fut vendu par Antoine Siscar à Albéric Cybo-Malaspina pour 30 000 ducats.
Au XVIe siècle, la famille Siscar s'implanta à Messine en Sicile où elle posséda les fiefs de Fiumefreddo, Limina, Lungarino (Messine) e Tono di Milazzo (Messine). Vers la même période, la famille s'implanta également à Naples, et de nombreux membres de la famille devinrent des patriciens napolitains comme le baron Antoine Siscar (mort en 1523), qui fut conseiller de Ferdinand II d'Aragon, roi de Naples de 1504 à 1516.
Dans la première moitié du XVIe siècle, le baron Laurent (Lorenzo) Siscar fut un condottiero au service de l'empereur romain germanique Charles Quint. Il était à la tête d'une compagnie composé de 600 fantassins et 200 chevaliers.
En 1632, un autre Laurent Siscar, au service de l'Empire espagnol, participa à la Guerre de Quatre-Vingts Ans et sera tué lors du siège de Maastricht.